# ميراندولا
ميراندولا (بالإيطالية: Mirandola)‏ هي بلدية في مقاطعة مودينا في إقليم إميليا رومانيا الإيطالي.

## السكان
في سنة 1861 بلغ عدد السكان 12٬934 نسمة، وتطور العدد ليصل في سنة 2011 لـ 23٬960 نسمة.
يظهر هذا المخطط البياني تطور النمو السكاني لـ ميراندولا

## توأمة
لميراندولا اتفاقيات توأمة مع كل من:
- أوستفيلدرن
- فيلجويف

## أعلام
- أليساندرو نورا
- بيكو ديلا ميراندولا
- اوريستي بيناتي
- نيكولا ريتزولي
- ماتيو ميلارا